# Orfeusz w piekle
Orfeusz w piekle (tytuł oryginalny Orphée aux enfers) – operetka Jacques’a Offenbacha, skomponowana do libretta Ludovica Halévy’ego i Hectora Crémieux. Miała premierę 21 października 1858 roku w Paryżu w teatrze "Bouffes Parisiens". Operetka Offenbacha jest parodią nawiązujących do mitu o Orfeuszu oper seria, szczególnie Orfeusza i Eurydyki Glucka.

## Historia powstania utworu
W marcu 1858 roku rząd francuski cofnął ograniczenia sceniczne dotyczące ilości osób mogących występować w prowadzonym przez Offenbacha teatrze. Latem tego roku kompozytor z uwagi na zły stan zdrowia (zaawansowany reumatyzm i podagrę) oraz z powodu natarczywości wierzycieli wyjechał do Ems na kurację. Zabrał ze sobą szkic libretta Halévy’ego i Cremieux, będący parodią antyku i opery Glucka, napisany przed dwoma laty, odłożony jednak na półkę z powodu ograniczeń scenicznych. Teatr Offenbacha miał wówczas zezwolenie na wystawianie sztuk w trzyosobowej obsadzie, co uniemożliwiało zrealizowanie tak ambitnego projektu.

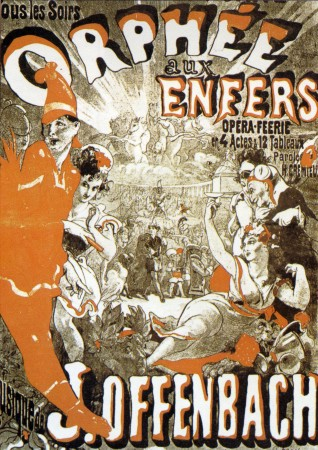
Afisz z Orfeusza w piekle

Temat libretta był wielokrotnie wykorzystywany przez parodystów. Jest możliwe, że zaproponował go swym współpracownikom sam Offenbach, który w dzieciństwie oglądał w Kolonii karnawałowe krotochwile lokalnego poety Karla Kramera na ten temat. W 1846 roku zarówno kompozytor jak i libreciści mogli widzieć parodię Bogowie Olimpu w Paryżu (Les Dieux d’Olympe á Paris) wystawioną w Théâtre Vaudeville, która odniosła tam spory sukces. Podejmując wątek Orfeusza i Eurydyki Offenbach miał zamiar nie tylko sparodiować mitologiczną opowieść i jej operową wersję, ale również w krzywym zwierciadle satyry sportretować w postaciach bogów olimpijskich wyższe sfery II Cesarstwa i współczesnego Jowisza – cesarza Napoleona III.
5 lipca Offenbach wysłał do Halévy’ego obszerny list informujący go zamiarze wystawienia Orfeusza i z prośbą o pomoc. Halévy, mianowany właśnie sekretarzem generalnym cesarskiego ministerstwa, przestraszył się planów Offenbacha i odmówił udziału w przedsięwzięciu. Ten jednak nie przyjął odmowy do wiadomości. Cremieux, znacznie mniej utalentowany od Halévy’ego, pracował zbyt powoli, jak na potrzeby kompozytora. 8 lipca wysłał do librecisty kolejny list: Jeśli nawet chcesz, czy też musisz, zostać statecznym człowiekiem, nie napisać już nigdy żadnego libretta, to powinieneś przynajmniej ukoronować swoją teatralną karierę arcydziełem, a "Orfeusz" będzie arcydziełem i osiągnie dwieście przedstawień (…) Nie chcesz, aby wiązano z tym Twoje nazwisko? (…) Mogę dać CI słowo, że nawet najbliżsi przyjaciele nie będą się domyślać, że cała sztuka jest Twoja. Ściskam Twoją rękę i czekam na teksty. Nie przyjmuję do wiadomości żadnych wymówek. Halévy ostatecznie ustąpił. Uzgodniono, że wszystkie teksty podpisze Cremieux. Chcąc uhonorować autora tekstu Offenbach i Cremieux dedykowali później operetkę: Naszemu przyjacielowi Halévy’emu.
Praca nad utworem nabrała rozmachu po powrocie Offenbacha do Paryża pod koniec lata 1858 roku. Odtąd spotykał się z Halévy’m 2-3 razy dziennie. Czytał nadsyłane teksty, poprawiał, odsyłał, czasami przesyłał bilecik z propozycjami drobnych poprawek. Pracował w pośpiechu, bowiem premierę zapowiedziano na październik. Gustave Doré projektował kostiumy. Kompletowano obsadę. Offenbach lubił bowiem wiedzieć dla kogo pisze. Eurydyką miała zostać Lisa Tautin, młoda aktorka o dziecięcej, naiwnej buzi i pięknych nogach, która tą rolą miała odnieść największy sukces w swej krótkiej karierze.  Największą indywidualnością w obsadzie Orfeusza był Bache – aktor pozyskany z Comèdie Française, dla którego Offenbach przeznaczył rolę Charona. Przygotowując premierę Orfeusza Offenbach znajdował się w bardzo trudnej sytuacji finansowej. Za poręczeniem Edwarda Abouta wybrał ostatnie 5 tys. Franków z kaucji, jaką wpłacił przy zakładaniu Bouffes-Parisiens. Na dwa tygodnie przed premierą odsprzedał wraz z Cremieux prawa do publikacji Orfeusza wydawcy Heugelowi. Pozwoliło to dotrwać teatrowi do premiery 21 października 1858 roku.

## Osoby

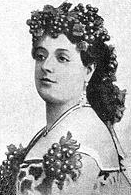
Lise Tautin jako Eurydyka

| Rola                                | Głos           | Aktor z premiery 21 października 1858 | Aktor z premiery 7 lutego 1874 |
| ----------------------------------- | -------------- | ------------------------------------- | ------------------------------ |
| Orfeusz                             | tenor          | p. Tayau                              | Meyronnet                      |
| Eurydyka                            | sopran         | Lise Tautin                           | Marie Cico                     |
| Opinia Publiczna                    | alt            | Marguerite Macé                       | Elvire Gilbert                 |
| Charon, strażnik, dawny król Beocji | tenor          | Debruille-Bache                       | Alexandre                      |
| Amor, bożek miłości                 | sopran         | p. Guffroy                            | Matz-Ferrare                   |
| Pluton, bóg podziemi                | tenor          | Edouard Nicole-Léonce                 | Felix Montaubry                |
| Wenus, bogini miłości               | sopran         | p. Garnier                            | Angèle                         |
| Diana, bogini łowów                 | sopran         |                                       | Berthe Perret                  |
| Junona, żona Jowisza                | mezzosopran    |                                       | p. Lyon                        |
| Merkury                             | tenor          |                                       | Pierre Grivot                  |
| Minerwa, bogini mądrości            | sopran         | Marie Cico                            |                                |
| Mars, bóg wojny                     | bas            |                                       |                                |
| Cerber, strażnik podziemi           | rola szczekana |                                       |                                |

## Treść

### Akt I

#### Obraz I

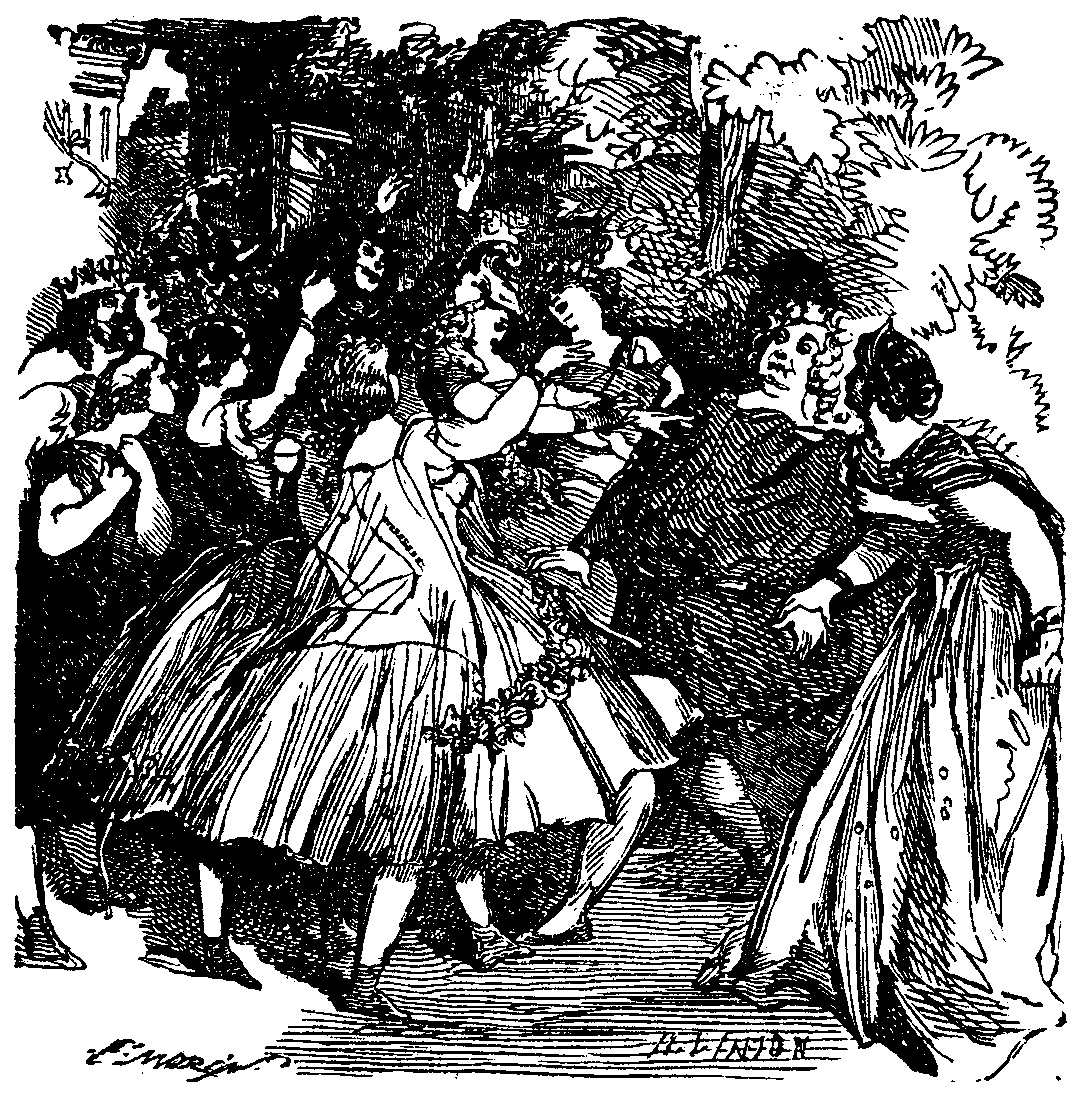
Bogowie na Olimpie

W Tebach mieszka Orfeusz skrzypek i nauczyciel muzyki wraz z żoną Eurydyką. Oboje są znudzeni swoim małżeństwem. Orfeusz ma romans z pasterką Pomponią. Eurydyka z pszczelarzem Arysteuszem. W południe, gdy pasterki wracają z pola (chór: Voici la douzième heure), Eurydyka zbiera wśród pól kwiaty, by je podarować ukochanemu (La femme dont le coeur rêve). Arysta nie ma jednak w jego chacie, Eurydyka zostawia więc kwiaty na progu. W drodze powrotnej natyka się na męża ze skrzypcami w ręku. Wspólne przebywanie ze sobą jest dla obojga męką (duet: Ah! C’est ainsi! ): Eurydyka nie cierpi mężowskiej gry na skrzypcach, on marzy o innych słuchaczkach i chociaż orientuje się, że żona go zdradza nie może wystąpić o rozwód. Małżonków pilnuje bowiem Opinia Publiczna, by wywiązywali się z wyznaczonej im w Departamencie Przeznaczeń roli najwierniejszych kochanków. Wyjściem z sytuacji wydaje się być porwanie Eurydyki. Uszczęśliwiona tym pomysłem bohaterka biegnie na spotkanie z Arystem. Aryst wychodzi naprzeciw swej ukochanej (balet: Moi je suis Ariste – Voir voltiger sous les treilles). Podaje jej do wypicia truciznę. W ten sposób przebrany za pszczelarza Arysta Pluton postanawia porwać Eurydykę na zawsze do swego królestwa (inwokacja: La mort m’apparâit souriante). Pozostawiwszy Orfeuszowi krótki liścik, uszczęśliwiona Eurydyka podąża za swoim kochankiem. Orfeusz rozpacza krótko (finał: Libre! O bonheur! ). Na drodze do szczęścia z Pomponią staje jednak Opinia Publiczna, która nakazuje mu rozpocząć starania o zwrot żony na Olimpie (Oui c’est moi L’Opinion Publique). Żegnany przez klasę uczennic grających mu walczyka Orfeusz wyrusza w drogę.

#### Obraz II
Bogowie na Olimpie śpią po nocnych ekscesach (Dormons, que notre somme). Nawet Amor, Mars i Wenus postanawiają skorzystać z błogosławieństw Morfeusza (kuplety: Je suis Vénus). O świcie Jowisz strofuje Dianę za miłostki z Akteonem, którego, by ratować pozory, musiał zamienić w jelenia. Ta interwencja władcy Olimpu, wywołuje bunt bogów, gwałtownie przerwany wejściem Junony, przynoszącej wiadomość, że jakiś bóg porwał śmiertelną niewiastę. Jej podejrzenie kieruje się ku mężowi, który zasłynął niejedną taką akcją. Jowisz zapewnia jednak o swej niewinności. Na scenę wkracza tymczasem jego wysłannik Merkury, któremu udało się wykryć winowajcę (Eh hop! Eh hop). Pluton wezwany przed trybunał olimpijski, próbuje się wykręcić (aria prozą: Comme il me regarde). Udaje mu się pozyskać zbuntowanych przeciw Jowiszowi bogów, którzy żądają zmiany jadłospisu (precz z nektarem, precz z ambrozją! ) i przypominają Jowiszowi jego słynne miłostki (rondo: Pour séduire Alcmène la fière) . Pluton próbuje się wymknąć, gdy Merkury zapowiada przybycie dwojga cudzoziemców z prośba o wysłuchanie: Orfeusza i Opinii Publicznej. Jowisz przyjmuje ich w pełni chwały, w doprowadzonej naprędce do ładu Sali tronowej, z odświętnym gromem w ręku (wielki finał: Il approche, il s’avance). Orfeusz przedkłada swą skargę (On m’a ravi mon Eurydice) wskazując smyczkiem Plutona jako sprawcę swego nieszczęścia. Jowisz nakazuje Plutonowi zwrot Eurydyki, sam postanawia dopilnować transakcji. Nudzący się na Olimpie bogowie decydują się towarzyszyć swemu władcy.

### Akt II

#### Obraz I

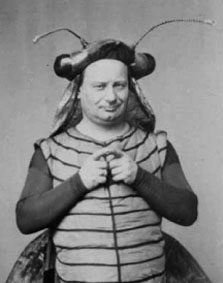
Komik Désiré jako Jowisz pod postacią muchy

Eurydyka nudzi się zamknięta w komnacie Plutona (kuplety: Ah quelle tristesse). W smutnym położeniu jedyną rozrywką jest rozmowa z pijanym strażnikiem Charonem, dawnym królem Beocji (Quand j’etais roi de Béotie). Pluton nakazuje ukryć Charonowi kochankę przed nadchodzącym Jowiszem za drzwiami sekretnej komnaty. Poszukiwania Eurydyki w Hadesie nie dają rezultatu. Jowisz udaje więc, że dał za wygraną i podąża za Plutonem na ucztę bogów. Wcześniej jednak w dziurkę od klucza, za którą spodziewa się znaleźć ukrytą Eurydykę wciska swój bilet wizytowy. Wkrótce powraca pod postacią muchy (duet: Il m’a semblé sur mon épaule). Eurydyka jest zachwycona i gotowa uciec z kolejnym kochankiem, który obiecuje jej złote góry.

#### Obraz II
W pałacu Plutona trwa uczta (chór: Vive le vin!). Eurydyka z rozkazu Jowisza przebrana za bachantkę sławi wraz z chórem Bachusa (hymn do Bachusa: J’ai vu le dieu Bacchus). Bogowie ruszają do menueta, który zmienia się w diabelski galop. Korzystając z zamieszania Jowisz i jego kochanka próbują się wymknąć. Pluton rozpoznaje jednak przebraną Eurydykę. Skoro więc nie może jej zatrzymać, przypomina Jowiszowi, że obiecał zwrócić Eurydykę Orfeuszowi. Nie w smak to ani Jowiszowi, ani Eurydyce, ani Orfeuszowi. Jowisz znajduje jednak wyjście z trudnej sytuacji. Jest przecież zapisane w Księdze przeznaczeń, że Orfeusz odzyska żonę jeśli doprowadzi ją do brzegów rzeki Styks i ani razu nie odwróci po drodze głowy. Kiedy więc orszak dociera do Styksu, Jowisz rzuca piorunem. Orfeusz odruchowo odwraca się i szczęśliwie traci żonę. Eurydyka trafia do orszaku Jowisza. I tylko Opinia Publiczna jest niepocieszona. Bogowie ruszają do szaleńczego galopu.

## Losy sceniczne

### Pierwsze tygodnie
Po południu, przed wieczornym spektaklem, przeprowadzono próbę kostiumową. Offenbach wprowadzał w tym czasie ostatnie poprawki do partytury. Kostiumolog kupował brakujące części kostiumów. Panna Tautin żądała prawdziwej skóry tygrysiej na finał. P. Garnier, grająca Junonę, skarżyła się, że jej rola jest za krótka, a rola panny Tautin za długa. Flecista zachorował i zawiadomił, że nie dotrze na premierę. Zachorowała też najstarsza córka kompozytora i służąca zawiadomiła go, że dobrze by było gdyby zajrzał do domu.
Gromki śmiech przywitał artystów już podczas prologu, w którym Opinia Publiczna wyjaśniała, iż reprezentować będzie chór starców ateńskich i towarzyszył przedstawieniu aż po szaleńczy galop w finale II aktu. Publiczność nie była jednak przygotowana na satyrę społeczno-polityczną. Offenbach przyzwyczaił ją do lekkich, jednoaktowych spektakli. Dziwiono się więc, że sztuka jest skomplikowaną, jednolitą całością, że bogowie mówią językiem paryskiej ulicy, że boska Diana pokazuje w galopie nogi, aż do miejsca, w którym nogi się kończą. Zachwycano się chwytliwymi melodiami, dekoracjami Gustave’a Doré. Nie był to jednak sukces, którego oczekiwał Offenbach.
Przez cztery tygodnie publiczność wypełniała widownię. Pozwoliło to kompozytorowi na częściowe spłacenie długów. Pod koniec listopada jednak frekwencja gwałtownie się załamała i Offenbach stanął przed koniecznością zamknięcia teatru. Ratunek przyszedł niespodziewanie 6 grudnia. Tego dnia paryski krytyk Jules Janin zamieścił w "Journal des Débats" zjadliwą krytykę Orfeusza. Janin, który prawdopodobnie doskonale zrozumiał satyryczny podtekst utworu, nie podzielając poglądów Offenbacha, zaatakował szarganie kulturalnej świętości: kpiny z antyku i sztuki klasycznej. Wytykał autorom niesmaczne żarty i frywolność i wzywał do napiętnowania twórców skandalu i zamknięcia teatru. Pisał: Cóż to za profanacja wspaniałej starożytności ten "Orfeusz". Jego wystąpienie przyniosło niespodziewanie skutek odwrotny od zamierzonego. Paryżanie, dopiero teraz, zaintrygowani tym co naprawdę przedstawiane jest w wesołym teatrzyku tłumnie ruszyli do Bouffes-Parisiens. Na atak Janina odpowiedzieli też autorzy operetki. Cremieux, który, jako oficjalny autor libretta zebrał największe razy, odpowiedział na łamach "Le Figaro", wykpiwając Janina: Tekst "Orfeusza" zawiera pewną tyradę, którą Pluton przy swoim wejściu na Olimp, co wieczór, rozbawia publiczność do łez. Otóż co do tych bzdurnych i naiwnych zdań, wszystko określających z nadzwyczajną przesadą, a użytych tutaj jedynie dla komicznego efektu, to są one słowo w słowo dokładnym cytatem z artykułu pana Jules'a Janina zamieszczonego w "Debats" 10 maja 1858 roku. Czytelnicy pokładali się ze śmiechu i z niecierpliwością oczekiwali odpowiedzi jakiej udzieli w najbliższy poniedziałek Janin. Ten jednak pominął milczeniem atak Cremieux, w spokoju zostawił też libretto utworu, zaatakował natomiast muzykę Offenbacha. Tym razem odpowiedział Offenbach: Ach, Janin, mój dobry Janin! Ileż wdzięczności winien jestem Panu za to, że pamięta Pan o mnie co poniedziałek i krytykuje z taką zaciekłością! Bo czyż równie zaciekle nie krytykował Pan Rachel? Nie krytykował Pan Dumasa? I Scribe’a? Krótko mówiąc, czyż nie niszczył Pan każdego prawdziwego talentu? Znalazłem się w zaszczytnym towarzystwie.

### Sukces

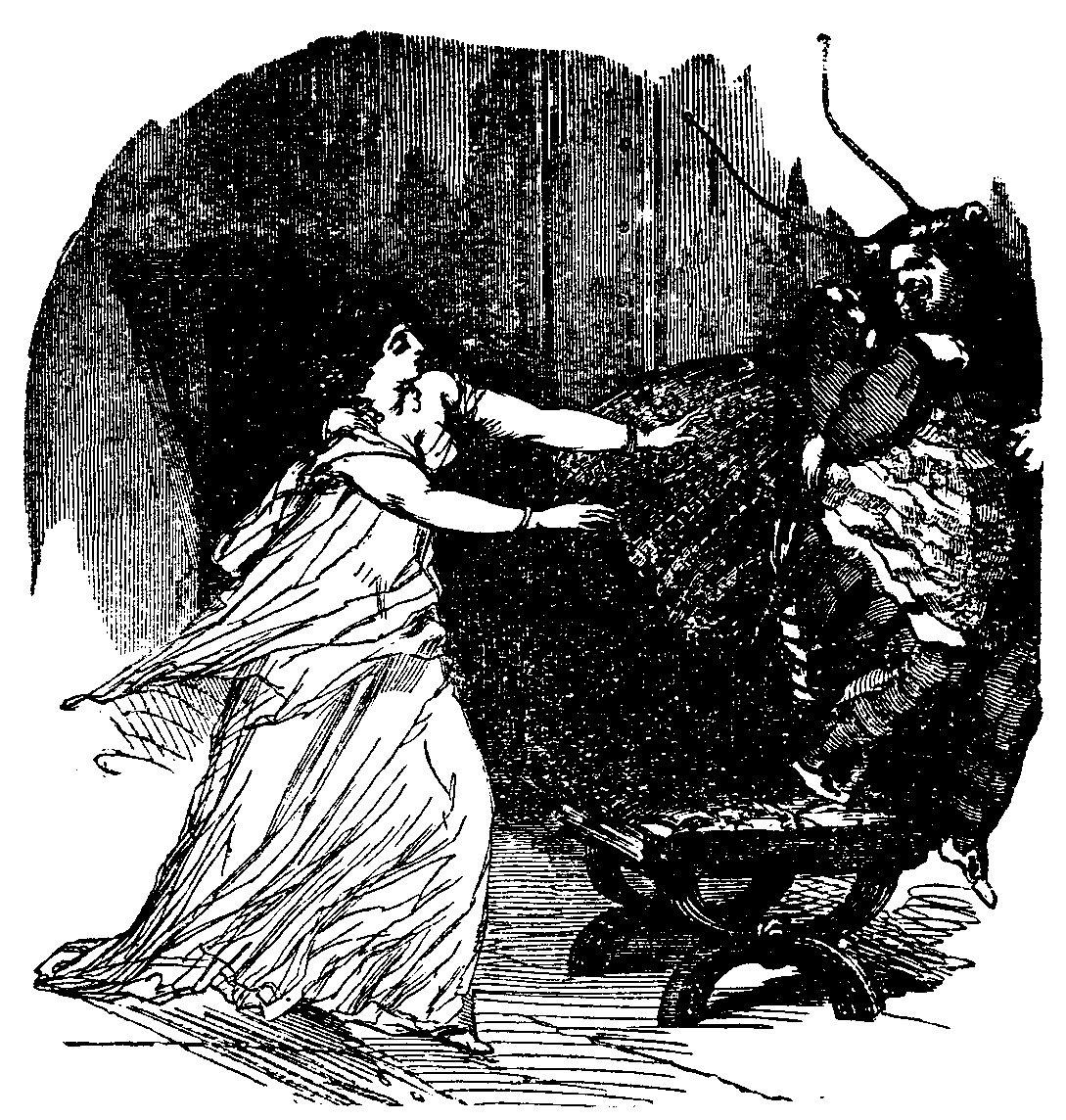
Eurydyka i Jowisz pod postacią muchy

Publiczność tłumnie ustawiała się w kolejce po bilety. Co wieczór na okienku kasowym zaczęła się pojawiać tabliczka z napisem "wysprzedane". 8 marca 1859 roku, w ostatki, wpływy z biletów osiągnęły rekordową wysokość - 2.400 franków. Spektakl został zdjęty z afisza 5 czerwca, po 228 przedstawieniach, na prośbę aktorów, którzy nie mieli siły grać co wieczór tego samego utworu. Do marca 1859 roku Orfeusz przyniósł 60 tysięcy franków dochodu. Rozpoczął się też jego triumfalny pochód przez sceny europejskie: w 1859 roku został wystawiony we Wrocławiu, w 1860 – w wiedniu, Berlinie, Brukseli, Sztokholmie i Kopenhadze, w 1861 – w Nowym Jorku, Warszawie, Petersburgu i Budapeszcie, w 1862 – w Amsterdamie i Zurychu, w 1864 – w Madrycie i Oslo. Za dochody z operetki Offenbach kupił sobie w Étretat willę Orphée. 27 kwietnia 1860 roku sztuka odniosła triumf na scenie Théâtre-Italien, we wrześniu była ponownie grana w Bouffes-Parisiens. Została wznowiona 17 października 1862 roku, już po odejściu z teatru Offenbacha. W grudniu przekroczyła 400 przedstawień, w marcu 1866 – 500. Rok później tymczasowo zeszła z afisza.
W 1874 roku po przejęciu Teatru Gaîté, Offenbach przygotował wznowienie Orfeusza rozbudowanego do czterech aktów i dwunastu obrazów. Wprowadził 20 nowych ról. Napisał 12 nowych numerów. Stworzył wielkie widowisko muzyczne, w którym wzięło udział 120 chórzystów, 60. osobowa orkiestra i 40. osobowa kapela wojskowa, 60. osobowy corps de ballet. Uszyto około 1000 kostiumów. Koszt jednego przedstawienia został oszacowany na 8 tysięcy franków. Cenzura nie zgłaszała tym razem żadnych uwag natury politycznej, zastrzeżenia budził zbyt frywolne kostiumy, które nakazano przedłużyć. Przeoczono stroje tancerek z Baletu Much. Arnold Mortier napisał później w "Le Figaro", że nikt w Paryżu nie wykazał dotychczas tyle dobrego smaku i dowcipu w rozebraniu tancerek; wszystkie są nagie, a jednak przyzwoite. Nowy Orfeusz wystawiony 7 lutego 1874 roku okazał się niebywałym sukcesem i prawdziwą żyłą złota. Pierwsze sto przedstawień przyniosło rekordowy dochód: milion osiemset franków. Wierna operetce publiczność uratowała Offenbacha przed kolejną ruiną finansową po klęsce wystawionego w grudniu 1874 roku dramatu Victoriena Sardou Nienawiść (La Heine). W 1878 roku wystawiono Orfeusza po raz 1000.
Clément i Larousse autorzy Słownika operowego (1869-1905) narzekali pod koniec XIX stulecia: Ta wulgarna, prostacka parodia święci sukcesy w całej Europie. Moda trwa niezmiennie od 40 lat. Zalała wszystkie teatry, obrażając dobry smak, rozum i sztukę. Max Reinhardt wystawił Orfeusza najpierw w 1906 roku z Aleksandrem Moissim w roli Jowisza, a następnie w 1921 roku z Elisabeth Rethberg jako Eurydyką. Wśród najnowszych inscenizacji utworu na uwagę zasługuje inscenizacja Laurenta Pelly’ego z 1997 roku (Genewa i Londyn), pod dyrekcją Marca Minkowskiego, ze znakomitymi rolami Natalie Dessay i Laurenta Naouri.

## Komentarz

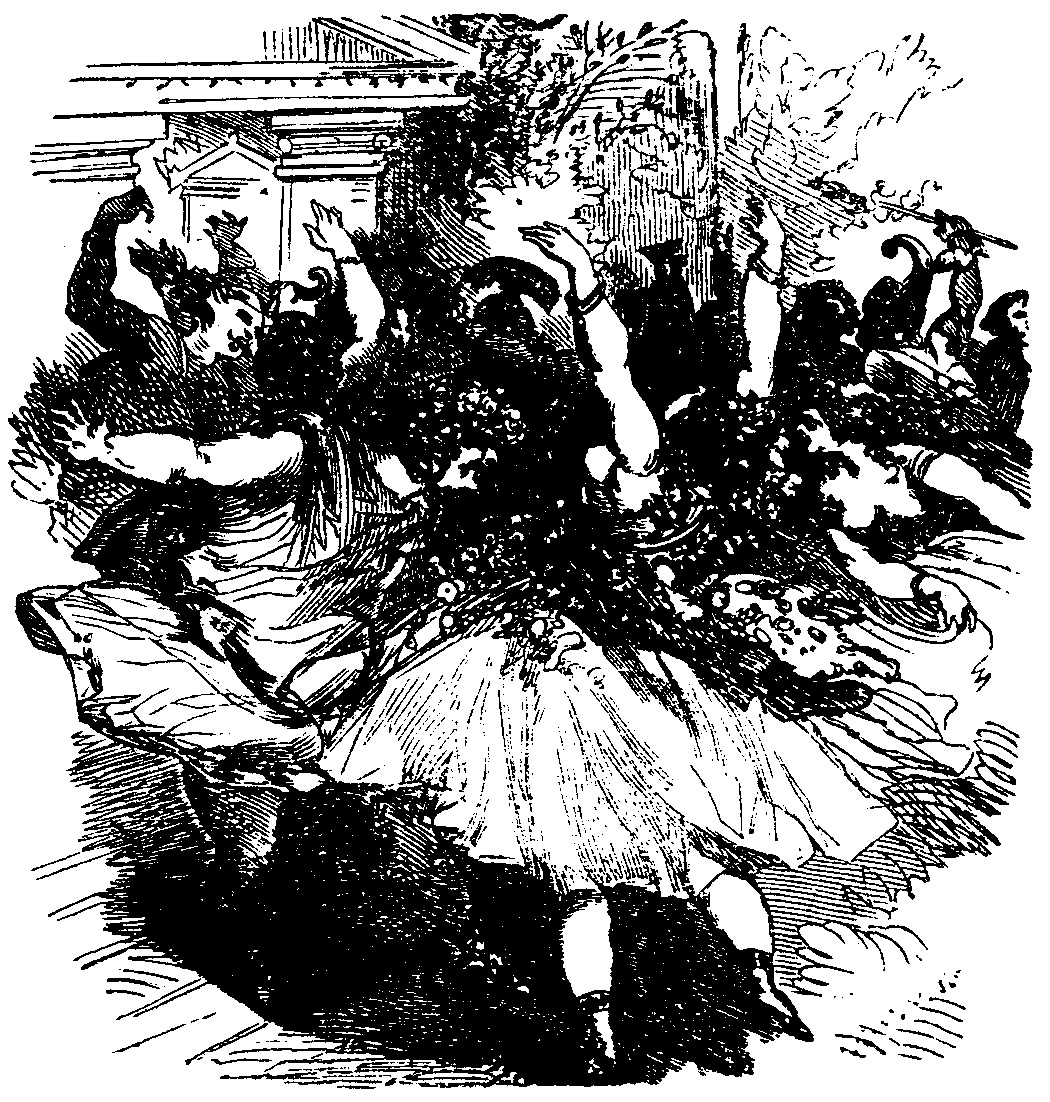
Piekielny galop

Orfeusz w piekle jest pierwszą wielką operetką Offenbacha. Najsłynniejszym fragmentem partytury jest słynny Piekielny galop (Galop infernal) z II aktu. Offenbach nie nazwał go kankanem, bo też taniec ten niewiele ma wspólnego z algierskim tańcem prezentowanym w tym czasie w Moulin Rouge, jest to raczej szaleńczy i żywiołowy galop mężczyzn i kobiet. Jego urok polega na prostocie środków, zastosowanych z wielkim temperamentem. Harmonizacja opiera się głównie na trzech akordach: tonice, dominancie i subdominancie. Galop posiada trzy główne motywy melodyczne, tylko jedną modulację i jedną zmianę rytmu. Prawie nie zmienia się też instrumentacja utworu.
Oprócz Galopu Orfeusz zawiera szereg pięknych fragmentów lirycznych: klarnetowe solo otwierające akt pierwszy; klasyczny, niedokończony koncert Orfeusza na skrzypce; nostalgiczny menuet, w którym tańczy Jowisz; piękną arię Charona. Wiele innych fragmentów zachwyca pomysłowością i muzycznym dowcipem jak na przykład Jowiszowa aria z "bzykaniem". Orfeusz z 1858 roku nie posiada partytury, zestawił ją z fragmentów operetki wiedeński kapelmistrz Karl Binder. Wersja z 1874 roku choć bogatsza i wzbogacona o szereg niezapomnianych numerów (kuplety Kupidyna, Merkurego, Opinii Publicznej, żale Eurydyki) ustępuje zwartej i lekkiej partyturze Orfeusza z 1858 roku.
Na osobną uwagę zasługuje libretto. Pisze o nim Bernard Grun: W tym najbardziej okrutnym z czarodziejskich zwierciadeł, jakie od czasów Arystofanesa podsuwano ze sceny ustrojowi czy epoce, mieszkańcy Paryża ujrzeli nie tylko słabości i łajdactwa królujących nad nimi bogów, lecz także podejmowane przez nich sprytne próby oszukiwania opinii publicznej: "Nie udawaj niewiniątka, Jupciu, znają twe kawały" rozbrzmiewało ze wszystkich stron w rozochoconych szesnastkach; jeśliby zaś znalazł się jeszcze ktoś nie rozumiejący prawdziwego sensu tej muzyki chór bogów: "Obalim wreszcie nudną władzę, tej tyranii mamy już dość!", z kontrapunktującą "Marsylianką", usiłował mu go ostatecznie i dobitnie uświadomić.